# Helmut Mattis
Helmut Mattis (* 7. August 1905 in Groß-Lichterfelde; † 30. April 1987 in West-Berlin) war ein deutscher Politiker (SPD).

## Leben
Mattis war Sohn eines Tischlers und besuchte ein Realgymnasium, später wurde er Buchhändler. Bereits 1920 war er Mitglied der Sozialistischen Arbeiter-Jugend (SAJ), ab 1925 Mitglied der SPD und des Zentralverbands der Angestellten. Von 1926 bis 1933 war Mattis Gewerkschaftssekretär. Durch die „Machtergreifung“ der Nationalsozialisten wurde er arbeitslos und war zeitweilig im Gefängnis. Von 1936 bis 1944 war er kaufmännischer Angestellter. Noch 1945 wurde er von der Wehrmacht eingezogen.
Nach dem Zweiten Weltkrieg wurde Mattis wieder politisch aktiv und wurde bei der Wahl zur Stadtverordnetenversammlung von Groß-Berlin 1946 gewählt, schied aber nach einigen Wochen aus, da er zum Bezirksbürgermeister im Bezirk Steglitz gewählt wurde. Ab 1951 war er Bezirksstadtrat im Bezirk Schöneberg. 1956 wurde er als Bezirksbürgermeister im Bezirk Wedding gewählt, bis er 1970 pensioniert wurde.
Von 1969 bis 1971 war Mattis Vorsitzender der Europa-Union Berlin.